# Wsewolod Simonowitsch Wedrow

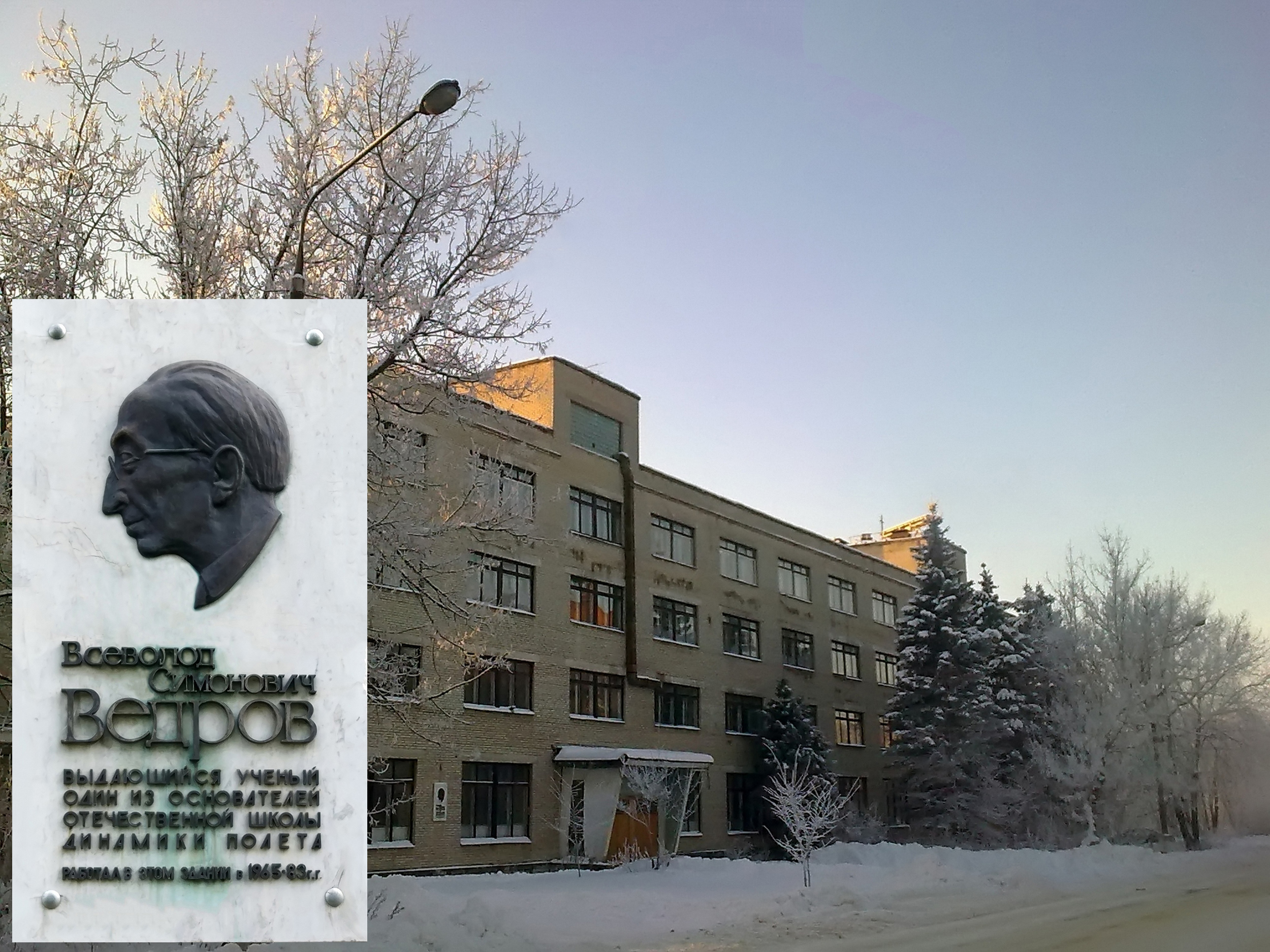
Wedrow-Gedenktafel am LII

Wsewolod Simonowitsch Wedrow (russisch Всеволод Симонович Ведров; * 6. Februarjul. / 19. Februar 1902greg. in Moskau; † 25. November 1983 in Schukowski) war ein sowjetischer Aerodynamiker und Hochschullehrer.

## Leben
Wedrow war der Sohn eines Kaufmanns, der seine Familie 1908 verließ, so dass Wedrow als Vierzehnjähriger zu arbeiten begann. Nach der Oktoberrevolution lebte die Familie in Jekaterinburg, wo Wedrow 1920 das Studium am Uraler Polytechnischen Institut begann. Später kehrte die Familie nach Moskau zurück, so dass Wedrow sein Studium an der Moskauer Technischen Hochschule (MWTU) 1929 abschloss.
Bereits während des Studiums arbeitete Wedrow im Zentralen Aerohydrodynamischen Institut (ZAGI) in Schukowski. Nach dem Studium war er Ingenieur in der von Alexander Wassiljewitsch Tschessalow geleiteten Sektion für Fluguntersuchungen des ZAGI. 1930 gehörte er mit Max Arkadjewitsch Taiz und D. S. Sossim zu den führenden Wissenschaftlern der Sektion. Als Mitte der 1930er Jahre infolge der höheren Flugzeuggeschwindigkeiten das Problem des Flatterns auftrat, wurden die gasdynamischen Bedingungen für das Flattern untersucht, und Tschessalow führte entsprechende Korrekturmaßnahmen ein. Wedrow entwickelte dazu eine Theorie der Flugzeugstabilität unter Berücksichtigung der Ausgleichsbewegungen des Höhenruders. Er führte zusammen mit Grigori Semjonowitsch Kalatschow und A. L. Raich Untersuchungen zur dynamischen Stabilität von Propellerflugzeugen durch, die dann zu entsprechenden Anwendungen führten.
1941 noch vor Beginn des Deutsch-Sowjetischen Krieges wurde auf Vorschlag von Wedrow, Taiz, Tschessalow und Kalatschow das Flugforschungsinstitut (LII) in Schukowski auf der Basis der Sektion für Flugforschung des ZAGI gegründet. Im Gegensatz zum Forschungsinstitut des Volkskommissariats für Rüstungsindustrie für die Erprobung von Flugzeugen sollte das LII die führende Rolle in der vorgreifenden Luftfahrtforschung unabhängig von den laufenden Entwicklungen übernehmen. Dort leitete er mit Taiz, Boris Nikolajewitsch Jegorow, Kalatschow, Nikolai Sergejewitsch Strojew, A. S. Powizki und anderen die wissenschaftliche Arbeit. Während des Krieges war er an den Arbeiten zur Erhöhung der Höchstgeschwindigkeit, Erweiterung der Manövrierbarkeit und Verminderung des Treibstoffverbrauchs der Jagdflugzeuge und Bomber an der Front beteiligt.
Nach dem Krieg untersuchte und erprobte Wedrow Düsentriebwerke und die zugehörigen Systeme. Als Erster in der Sowjetunion führte er zusammen mit S. P. Schtscherbakow Untersuchungen zum Pumpschutz der Düsentriebwerke durch. Im Rahmen der Entwicklung von Marschflugkörpern wechselte Wedrow in den neuen Komplex Nr. 7, in dem er das wissenschaftliche Laboratorium leitete und mit dem künftigen LII-Leiter Wiktor Wassiljewitsch Utkin zusammenarbeitete. Wedrow entwickelte automatische Flugsteuerungssysteme und erprobte sie. Er beteiligte sich an Fluguntersuchungen im Ultraschall- und Hyperschall-Bereich im Zusammenhang mit den Entwicklungen der Experimental-Konstruktionsbüros (OKB) Iljuschin und Tupolew, des ZAGI und des Zentralinstituts für Flugmotoren.
Wedrow beteiligte sich neben Utkin, S. S. Judanow und I. K. Chanow an den Raumgleiterprogrammen Bor-1, Bor-2 und Bor-3 und lieferte seinen wissenschaftlichen Beitrag zur Raumfähre Buran.
Neben seiner Forschungs- und Entwicklungstätigkeit lehrte Wedrow ab 1930 Mathematik und Mechanik an der MWTU, am Moskauer Staatlichen Luftfahrtinstitut (MAI) und am Moskauer Ingenieursinstitut für Transportwesen. Am LII gründete er mit anderen die Aspirantur zur Ausbildung der Studenten für die Kandidatur. 1944 wurde er zum Doktor der technischen Wissenschaften promoviert und zum Professor ernannt.

## Ehrungen, Preise
- Orden des Vaterländischen Krieges I. Klasse (1944)
- Schukowski-Preis des Rats der Volkskommissare der RSFSR (1948)
- Verdienter Wissenschaftler und Techniker der RSFSR (1967)
- Leninorden
- Orden der Oktoberrevolution
- Orden des Roten Sterns
- Jubiläumsmedaille „Zum Gedenken an den 100. Geburtstag von Wladimir Iljitsch Lenin“ (1970)
- Medaille „Veteran der Arbeit“